# 아시안 하이웨이 18호선
아시안 하이웨이 18호선(AH18, )은 태국의 핫야이에서 말레이시아의 조호르바루까지 이어주는 아시안 하이웨이 노선망이자 고속도로이다. 그러나 이 고속도로는 장래에 싱가포르까지 연장될 것으로 보이게 되지만, 싱가포르와 인도네시아, 동티모르를 제외한 아시아 육지부 최남단까지 이어주는 유일한 아시안 하이웨이 노선망이기도 하다.

## 주요 경로

### 태국
- 태국 43번 국도 : 핫야이 ~ 농찍 군
- 태국 42번 국도 : 농찍 군 ~ 수응아이꼴록 군 ~ 수응아이꼴록 국경 검문소

### 말레이시아
- 말레이시아 연방도 제3호선 : 랑타우판장 국경 검문소 ~ 랑타우판장(영어판) - 코타바루 - 쿠안탄 - 조호르바루 (아시안 하이웨이 2호선과 접촉함) - 조호르바루-싱가포르 둑길 - (싱가포르)[1]